# テレビくん
『テレビくん』は、水木しげるによる日本の短編漫画作品、および同作に登場する少年のニックネーム。初出は『別冊少年マガジン』（講談社）1965年8月15日 夏休み特大号。

## 概要
貸本漫画家だった水木は先に『ガロ』（青林堂）で雑誌デビューを果たしていたが、本作品で少年漫画誌へのデビューを果たす。当初、『少年マガジン』からは「宇宙もの」の作品を依頼されるが、不得手な分野を引き受けて後に苦労することを予想し、この話を断る。だが、後に編集方針の変更から自由に描かせて貰えるようになり『テレビくん』が誕生する事になる。水木は、初めて少年誌で勝負するという事で、それまで描いていたような絵ではなく、子供にも受ける様に少しでもきれいで丸っこい絵を描こうと習作を重ねる。そして、その努力が実り『テレビくん』は第6回講談社児童まんが賞を受賞する。なお、同回の受賞は水木と今村洋子の同時受賞であり、審査に携わっていた白土三平は水木を推薦していた。水木は受賞以降、多くの大手出版社から仕事の依頼が来るようになり、この時期を境に貸本から雑誌へ完全に移行する。
2017年には水木しげるロードに「テレビくん」のブロンズ像が設置された。

## あらすじ
子供たちの間では、テレビの中に現れる不思議な少年「テレビくん」の事が話題になっていたが、貧しい暮らしの三太は家にテレビがなく、話についていけなかった。そんなある日、三太のクラスにテレビくんそっくりの山田という少年が転校してくる。山田はクラスの皆からテレビくんだと問い詰められるが、頑なに否定する。だが、気になった三太は学校の帰りに山田の後をつけてゆき、テレビくんの秘密を知ることになる。

## 主な登場人物
テレビくん（山田）
テレビの中に自由に出入りできる不思議な少年。テレビに入り、コマーシャルのチョコレートやアイスクリームを食べたり、テレビの中で昼寝をする事もある。トランジスタテレビを持って、旅館やホテルを転々としながら生活している。
三太
父を亡くし、母も病気で、幼い弟たちのために新聞配達をしている少年。テレビくんと親しくなり、彼の秘密を三太だけが知ることになる。

## 備考
- 講談社の原稿料は水木がそれまで描いていた貸本漫画の十倍以上で、妻・布枝が「こんなにもらっていいの？」と驚くと、水木は「貸本漫画の原稿料は人間の原稿料ではなかったんだ」と語ったという[2]。
- 水木がこの作品を発表後に水木の熱心なファンでもあった高野慎三が短い水木論をまとめるために、水木家にてインタビューを行った。ところがその翌日、文京区の高野の勤務先に水木がふらりと現れた。水木はインタビュー時に、思い余って大手出版社や編集者の悪口を話したのだが、もしそれが記事にでもなると、仕事が来なくなりもとの貧乏な貸本漫画の仕事に戻らねばならなくなると、深刻そうな顔をして見せた。高野らは笑い転げながら、水木ワールドに関心があるだけで他のことに一切触れるつもりはないことを説明すると、前にも増して強い調子で大手出版社の横暴を指弾し始めた。話はこれだけで終わらず、3日後、水木は今度は印刷工場の校正の現場にふらりと現れると、険しい表情で「自分の記事を見せてくれ」と詰め寄った。高野が理由を尋ねたところ水木は「『テレビくん』が講談社の児童漫画賞の候補に上った。万が一、インタビュー記事が講談社を刺激し、候補から外されるかもしれない。前夜に漫画賞から外される夢を見て、現実になりそうな気がしてきた」と話したので一同が爆笑に包まれた。校正刷りを読んだ水木は安心したらしいが、駅までの道を「ほんとに大丈夫でしょうな」と繰り返していたという[5]。

## 書籍情報
『テレビくん』が収録されている短編集など。
- 『幻想世界への旅 妖怪ワンダーランド3』（ちくま文庫、1995年7月、ISBN 4-480-03063-8）
- 『テレビくん 水木しげる妖怪傑作選1』（中公文庫、2007年11月、ISBN 978-4-12-204945-1）
- 『水木しげる妖怪傑作選1 コロポックルの枕』（中央公論新社〈Chuko コミック Lite Special〉、2008年7月、ISBN 978-4-12-410631-2）
- 『水木しげる 超1000ページ(下)』（INFASパブリケーションズ、2009年9月、ISBN 978-4-900785-95-3）
- 『屁のような人生 水木しげる生誕八十八年記念出版』（角川書店、2009年12月、ISBN 978-4-04-854422-1）
- 『水木しげる ゲゲゲの大放談』（徳間書店、2010年5月、ISBN 978-4-19-862961-8）
- 『水木しげる ビッグ作家究極の短編集』（小学館、2013年1月、ISBN 978-4-09-185076-8）
- 『テレビくん 他』（講談社〈水木しげる漫画大全集〉、2015年2月、ISBN 978-4-06-377553-2）